# نسيم الأبلق
نسيم الأبلق (مواليد 7 يناير 2000)، هو لاعب كرة قدم هولندي يلعب في مركز خط وسط في الدوري الهولندي لكرة القدم الدرجة الثالثة لنادي دي في إس 33 ‏.

## سيرة ذاتية
في 22 مايو 2019م وقع الأبلق أول عقد احترافي له مع فورتونا سيتارد، ولعب أول مباراة احترافية معه في الدوري الهولندي الممتاز وتعادل 1-1 مع نادي هيرنفين في 31 أغسطس 2019م.

## وصلات خارجية
- نسيم الأبلق على موقع قاعدة بيانات كرة القدم.إي يو (الإنجليزية)
- نسيم الأبلق على موقع Soccerway.com (الإنجليزية)